# Cixius conjector
Cixius conjector är en insektsart som beskrevs av Kramer 1981. Cixius conjector ingår i släktet Cixius och familjen kilstritar. Inga underarter finns listade i Catalogue of Life.